# Венсан Дамфусс
Венса́н Франсуа́ Дамфу́сс (фр. Vincent François Damphousse; 17 грудня 1967, м. Монреаль, Канада) — канадський хокеїст, центральний нападник.   
Виступав за «Лаваль Вуазен»/«Лаваль Тайтен» (QMJHL), «Торонто Мейпл-Ліфс», «Едмонтон Ойлерс», «Монреаль Канадієнс»,  «Сан-Хосе Шаркс».
В чемпіонатах НХЛ — 1378 матчів (432+783), у турнірах Кубка Стенлі — 140 матчів (41+63).
У складі національної збірної Канади учасник Кубка світу 1996 (8 матчів, 2+0).
Досягнення
- Володар Кубка Стенлі (1993)
- Учасник матчу всіх зірок НХЛ (1991, 1992, 2002)
- Чемпіон QMJHL (1984)

Нагороди
- Найцінніший гравець (MVP) матчу всіх зірок НХЛ (1991)